# Hydrazide
| Organische Hydrazide                                                                                                |
| Carbonsäurehydrazid mit der blau markierten funktionellen Gruppe (R = Organylgruppe, z. B. Alkyl- oder Arylgruppe). |
| Sulfonsäurehydrazid mit der blau markierten funktionellen Gruppe (R = Organylgruppe, z. B. Alkyl- oder Arylgruppe). |

Hydrazide sind Verbindungen, die sich formal von Hydrazin entweder als salzartige Verbindungen oder als kovalente Säurederivate ableiten. 

## Anorganische Hydrazide
Vom Hydrazin (NH2–NH2) abgeleitete salzartige Verbindungen wie Natriumhydrazid (NaNH–NH2) zersetzen sich bei Zutritt von Luft oder Feuchtigkeit unter Explosion. Anorganische Hydrazide erhält man durch Umsetzung von Metallen oder Metallverbindungen mit Hydrazin.

## Organische Hydrazide
Organische Hydrazide sind beispielsweise Carbonsäurehydrazide als Acyl-Derivate von Carbonsäuren  oder Sulfonsäurehydrazide als Sulfonyl-Derivate von Sulfonsäuren. An die Stickstoffatome der Hydrazide können weitere Reste gebunden sein.
Carbonsäurehydrazide lassen sich durch Reaktion von Carbonsäureestern mit Hydrazin herstellen. p-Toluolsulfonylhydrazid kann durch die Umsetzung von p-Tosylchlorid mit Hydrazin dargestellt werden.

### Verwendung

Girard-Reagenz T, ein wasserlösliches Acylhydrazid

Die Umsetzung von Carbonsäurehydraziden mit Salpetriger Säure (HNO2) liefert Carbonsäureazide (Acylazide), die im Curtius-Abbau – einem Verfahren zur Synthese von primären Aminen – präparative Bedeutung besitzen.
Die Umsetzung von Carbonsäurehydraziden mit Ketonen oder Aldehyden führt zu kristallisierbaren Hydrazonen. Mit den wasserlöslichen Carbonsäurehydraziden Girard-Reagenz P bzw. T gelang in den 1930er Jahren die Isolierung von Hormonen aus wässrigen Vitallösungen. 
p-Toluolsulfonylhydrazid ist ein nützliches Reagenzien in der organischen Chemie sind, beispielsweise bei der Shapiro-Reaktion.